# Louise Bellocq
Pour les articles homonymes, voir Bellocq.
Louise Bellocq, de son vrai nom Marie-Louise Boudât, née  le 20 janvier 1909 à Charleville et morte le 25 août 1999 à Pau, est une écrivaine française du XXe siècle, lauréate du prix Fémina en 1960 pour La Porte retombée.

## Biographie
Louise Bellocq est issue d'une famille d'origine béarnaise. Elle publie avant la Seconde Guerre mondiale trois recueils de vers, sous son vrai nom (Boudât). Elle revient s'installer à Pau dans la maison familiale, après des revers de fortune, et y tient une pension de famille. 
En 1955, elle publie un roman, La Ferme de l'Ermitage, dont la première version a été rédigée pour un concours organisé par La Semaine de Suzette que lit sa fille. Elle écrit également des ouvrages pour enfants.
Elle obtient en 1960 le prix Fémina pour La Porte retombée. L'attribution du prix entraîne de sévères critiques de Béatrix Beck, membre du jury. Jugeant le roman de Louise Bellocq antisémite, Béatrix Beck finit d'ailleurs par démissionner du jury après que Dominique Rollin en a pris la défense.

## Œuvre
- 1952 : Le Passager de la Belle aventure
- 1955 : La Ferme de l'ermitage
- 1960 : La Porte retombée — prix Femina
- 1963 : Mesdames Minnigan

Plaisir des contes
- 1959 : Contes de mes bêtes
- 1962 : Contes de mes bêtes au vent,  59 p. ; rééd. 1968
- 1962 : Contes de mes bêtes sous la lune  59 p. ; rééd. 1964
- 1968 : Contes de mes bêtes à l’aventure